# Ouled Rafaa
Ouled Rafaa (também escrito Ouled Raffa) é uma vila na comuna de Ouled Khoudir, no distrito de Ouled Khoudir, província de Béchar, Argélia. A vila está localizada na margem nordeste do rio Oued Saoura, 3 quilômetros (1,9 milha) ao leste de Ouled Khoudir. Está ligada a Ouled Khoudir através de uma longa estrada local ao lado do rio, junto com a outra vila de El Ksar.